# Запис дуд у Виноградима (Милошево)
Запис дуд у Виноградима (Милошево) се налази на парцели чији је власник Град Јагодина.

## Локација
| Општина             | Јагодина                                                                    |
| Катастарска општина | Милошево                                                                    |
| Потес               | Виногради                                                                   |
| Координате          | 44° 05′ 30″ С; 21° 08′ 50″ И / 44.091700000000003° С; 21.147300000000001° И |
| Надморска висина    | 161m                                                                        |

## Карактеристике
Дендрометријске вредности утврђене на терену и сателитским снимцима:
| Стабло                     | Дуд |
| Висина стабла              | m   |
| Обим дебла                 | m   |
| Пречник крошње             | 6m  |
| Пречник дебла              | m   |
| Висина дебла до прве гране | m   |

## База записа
Запис је у оквиру Викимедија пројекта "Запис - Свето дрво" заведен под редним бројем 1159.